# Carlos Alberto Sicupira
Carlos Alberto da Veiga Sicupira, också känd som Beto Sicupira, född 1 maj 1948, är en brasiliansk företagsledare och investerare som är medgrundare för investmentbolaget 3G Capital. Han sitter också som styrelseordförande för detaljhandelskedjan Lojas Americanas (var även VD) och ledamot i styrelsen för förvaltningsbolaget Restaurant Brands International. Sicupira var tidigare ledamot i koncernstyrelsen för bryggeriet Anheuser-Busch Inbev.
Den amerikanska ekonomitidskriften Forbes rankade honom till att vara världens 268:e rikaste med en förmögenhet på 8,1 miljarder amerikanska dollar för den 28 juli 2022.
Sicupira avlade en kandidatexamen vid Universidade Federal do Rio de Janeiro.
Han har också tävlat i spjutfiske, att fånga fiskar med ett spjut eller spjutvapen under vattenytan, och innehar fyra världsrekord.
Sicupira har nära kopplingar till landsmännen och miljardärerna Alex Behring, Jorge Paulo Lemann och Marcel Herrmann Telles.